# Westfield Parquesur
Westfield Parquesur es un centro comercial y de ocio que está situado en Leganés, (Comunidad de Madrid, España), a unos 7 kilómetros de la capital, propiedad de Unibail-Rodamco-Westfield. Fue concebido y construido al impulso del grupo Unibail-Rodamco-Westfield. Consta de un hotel, un lago cibernético (único en Europa), un parque, además de 12 salas de cine. Es el segundo centro comercial más grande de la Comunidad de Madrid, el cuarto más grande de España y uno de los más grandes de Europa.[3]

## Historia
Inicialmente fue concebido como un parque de ocio ampliado posteriormente para alojar actividades comerciales, principalmente moda y complementos. Impulsado y construido por el grupo Unibail Rodamco tras una inversión inicial de más de 200 millones de euros.
La localización de Parquesur fue ideada desde años antes de su aparición ya que Leganés no asentaba tener un complejo de estas características.
Fue inaugurado en noviembre de 1989. Consta de varias áreas en las que destacan Zona norte, Zona sur y Zona este en el que se sitúa la famosa plaza de las barcas.

## Evolución
Parquesur es un complejo que ha cambiado mucho desde su 1.ª aparición. Esto es debido a un plan que llevaron a cabo los inversores y que estaba dividido en 2 fases. La 1.ª fase (desde 1989 hasta 2005), que ya se ha completado; y la 2.ª fase, de 2005 en adelante (aunque pueden producirse cambios en el futuro). Desde el año 1989, fecha de su inauguración, se han instalado numerosas tiendas en el centro comercial como El Corte Inglés, Fnac, Burger King o la primera Apple Store de la Comunidad de Madrid, además de las nuevas salas de cine.

### Inicios
Desde su apertura en 1989 dispuso de un parque de atracciones que constaba de montañas rusas, barcas, coches de choque, etc. También disponía de un parque acuático con lo que la gente en verano disfrutaba del agua y más tarde se iba a retirar junto con el propio parque de atracciones del que disponía. Estos dos lugares se sumaban al centro comercial, que actualmente es el único equipamiento que sigue en activo. Años más tarde se retiraron los dos parques (de atracciones y acuático), lo que dio lugar a un nuevo proyecto en el que el centro comercial de Parquesur iba a ser el punto principal.

### Proyecto de ampliación
El 19 de noviembre de 2003 se anunció el nuevo proyecto de Parquesur con lo que dio comienzo a la 2.ª fase. En ella se anunció una ampliación espectacular del recinto comercial además de una reforma en el lago en el que hoy día está la famosa fuente cibernética. Se amplió en más 43.692 m² los 107.494 m² existentes pues se pretendía aumentar las zonas de aparcamiento, que hasta 2005 fue un gran problema por las colas que había sobre todo los fines de semana.
El nuevo proyecto incluyó nuevos establecimientos como Fnac, otro establecimiento de El Corte Inglés, la nueva fuente cibernética, la desaparición del lago, los nuevos cines, etc. Precisamente Cinesa Parquesur fue el caso más especial de la ampliación ya que no podían retirar el cine y estar casi 2 años sin cine para los clientes. La idea fue poner el nuevo cine en la parte de la plaza de las barcas inaugurarlo y retirar el antiguo multiplex situado en lo que es hoy Fnac y toda la parte nueva. Tras casi dos años de trabajo el 11 de mayo de 2005 se hizo realidad el sueño de reformar Parquesur y abrió sus puertas a los primeros visitantes.

### 20 aniversario
El 23 de noviembre de 2009 Parquesur cumplió 20 años, lo que motivó un acto de celebración presidido por el alcalde de Leganés Rafael Gómez Montoya, y en el cual el alcalde subrayó: 

"Parquesur ha crecido con la ciudad de Leganés y es un garante para la generación y conservación de empleo directo e indirecto en la ciudad"

### Década de 2010
Durante 2010, Parquesur pondrá en marcha nuevos proyectos que le mantendrán en esta posición de liderazgo. Uno de ellos es el jardín urbano exterior, que consiste en la creación de un parque urbano natural de 3500 m² dentro del propio centro comercial, muy cerca de la fuente cibernética. El nuevo parque contará con áreas de descanso y juegos infantiles, e incluso un jardín aromático, convirtiéndose así en un verdadero espacio de diversión y descanso a cualquier hora del día.
En 2016 Parquesur reformó la zona del lago siendo más moderna; con un espacio inspiracional y moderno. Con más terrazas y espectáculos; sobre todo de la fuente cibernética.

## Accesos

### Por carretera
- Desde Madrid

A-42 sentido Toledo desde la zona que necesite (más al norte que Parquesur).
- Desde Toledo

De la misma forma que desde Madrid, pero en sentido Madrid.
- Desde Villaverde

Por la carretera de Villaverde Alto a Leganés.
Por Madrid centro M-45
- Desde Carabanchel

M-421 Carabanchel Alto-Leganés.
M-425 Vía Lusitana-Leganés.

### En Metro
Línea 12, estación de El Carrascal.

### En Cercanías
Línea C-5, hasta estación de Zarzaquemada, a 1,2 kilómetros de Parquesur.

### En autobús
| 432 | Madrid (Villaverde Bajo) - Leganés (Montepinos).                                 | Avanza Movilidad Integral |
| 481 | Madrid (Metro Oporto) - Leganés (Hospital Severo Ochoa).                         | Empresa Martín            |
| 485 | Madrid (Aluche) - Leganés (Norte-Montepinos).                                    | Empresa Martín            |
| 485 | Parquesur - Ciudad del Automóvil - Cementerio.                                   | Empresa Martín            |
| 488 | Leganés (San Nicasio) - Getafe (Norte).                                          | Empresa Martín            |
| 497 | Leganés (Parquesur) - Fuenlabrada - Humanes - Moraleja de Enmedio (Las Colinas). | Empresa Martín            |
| 1   | Vereda de los Estudiantes - Barrio de La Fortuna.                                | Empresa Martín            |

## Distribución zonal

### Zona norte
Es la zona más antigua y la 2ª más grande de las tres. Se inauguró junto con el centro en 1989, como la Zona sur. Dispone de los primeros comercios que se hicieron, destacando grandes superficies como Alcampo y El Corte Inglés.

#### Grandes superficies
- Alcampo
- Media Markt
- El Corte Inglés
- FNAC

#### Servicios
- Farmacia

#### Moda
- H&M
- Promod
- C&A
- Pull & Bear
- Cortefiel
- Zara
- Lefties
- Levi's
- Jeans Corner
- Locura
- Artesanos camiseros
- Lacoste
- Springfield
- Affinity
- New caro
- Primark
- Jules
- Punt Roma

#### Restauración
- Five Guys
- Llao Llao
- Jamaica Coffee Shop
- Udon
- Flunch
- Taco Bell
- KFC
- Carl's Jr.
- Popeyes
- Brasa y Leña
- Fosters Hollywood
- La Tagliatella
- Ribs
- Rodilla
- TGB
- Wok Garden
- 100 Montaditos

#### Joyería y relojería
- Joyería Fina García
- Roselin Joyeros I
- Roselin Joyeros II
- Watx
- Oro Vivo
- Joyería José Luis
- Swarovski
- Tous
- Yague (Relojes)
- Swatch
- Luxenter

#### Accesorios, bolsos y zapatos
- El palacio de la plata
- Claire's
- Marypaz
- Tathis
- Tino González
- Bijou Brigitte
- Elena Hernández
- Lola rey
- Sergio & Cano

### Moda Hogar
- ZARAHOME
- A Loja do gato preto

### Zona sur
Es muy pequeña y está compuesta por tiendas como Norauto, Bowling Sur, Verdecora o un gran maxichino.

#### Bowling Sur
Esta bolera del sur de la región cuenta con 24 pistas y más de 2500 m². Dispone de áreas recreativas complementarias como salones de billar y zonas de juegos electrónicos de última generación, y cuenta con un completo servicio e instalación de bar-cafetería-musical con pantallas de vídeo para seguir las partidas.

### Zona Este
Es la zona nueva, abierta en el año 2005; es la más grande y tiene grandes marcas como Adolfo Domínguez, Cinesa, IMAX, Chicco, Fnac, El Corte Inglés, H&M, Mango, Nike, Pepe Jeans, Primark, Zara, o Zara Home, constituyéndose en la zona que más tiendas de moda tiene.

#### Cinesa-IMAX Parquesur
Cinesa Parquesur se construyó en 1989 con la inauguración del centro y se situó durante casi 16 años en la plaza de las barcas (el presente Fnac y toda la parte nueva). Fue el primer multiplex que hubo en España de estas características. En el año 2004-2005 se pasó a la parte nueva y se trasladó para cubrir nuevos centros y desde 2012 también incorpora sistema de proyección IMAX, lo que hizo cambiar el nombre a Cinesa-IMAX Parquesur. En la actualidad cuenta con 12 salas de cine, de las cuales hasta la 11 son digitales y la 12 es IMAX, y una gran extensión de terreno.

## Fuente cibernética
Esta fuente cibernética fue desarrollada y construida por GHESA Agua y Arte. En esta fuente cibernética multimedia gobernada por un autómata, los surtidores que la componen pueden realizar movimientos en tiempo real al compás de la música que se esté reproduciendo en ese momento. Aunque para mayor dinamismo en los surtidores también es programable. La fuente tiene una longitud de 30 m, aproximadamente. Cuenta con un total de 24 surtidores verticales de 10 m de altura máxima, con capacidad de actuar a 3 alturas distintas. Asimismo, 16 de estos surtidores pueden rotar el ángulo de giro de salida del surtidor, generando efectos dinámicos de gran belleza. Intercalados entre los surtidores cuenta con 8 piñas de pulverización, 2 almenas de 11 surtidores, y 2 molinetes.
En el centro de la fuente existe una gran cúpula de 8 m de altura compuesta por 24 surtidores parabólicos dispuestos en un anillo de 10 m. y que vierten hacia el centro, y una palmera compuesta por 12 surtidores parabólicos que vierten hacia el exterior.
Asimismo, cuenta con una pantalla de agua que permite la proyección de imágenes y vídeos sobre el agua.

## Paidesport Center Parquesur
Paidesport center es un recinto compuesto de una piscina cubierta, Hidromasaje, Gimnasio deportivo y otros servicios. Se sitúa en la zona sur al lado de Bowling sur.

## Horarios de apertura
ZONA COMERCIAL
- Lunes a sábado: 10:00 a 22:00.
- Domingo: 11:00 a 21:00.

RESTAURANTES
- De domingo a jueves: 10:00 a 01:00.
- Viernes y sábado: 10:00 a 02:00.

HIPERMERCADO
- Lunes a domingo: 09:00 a 22:00.

Nota
El Centro Comercial Parquesur abre casi todos los días excepto 25 diciembre, 1 y 6 de enero y 1 de mayo.

## Curiosidades
Muchas tomas de la película El robobo de la jojoya del dúo humorístico Martes y Trece se rodaron en Parquesur, en concreto se pueden ver en el filme la puerta principal y la tienda Zara (donde también se rodaron muchas escenas) que hay cerca de la misma puerta.
En sus orígenes disponía de un parque acuático y un pequeño parque de atracciones. Durante los veranos los clientes de la discoteca del centro comercial (Universal Sur) podían acceder a las instalaciones del parque acuático para bañarse en las piscinas. Actualmente sobre esa zona está la parte nueva del centro comercial (principalmente los cines).
Al igual que otros centros comerciales de la misma compañía, como Westfield La Maquinista, Parquesur agregó el nombre de Westfield a su nombre oficial en 2021. Aunque no hubo grandes cambios en el centro si se hicieron adecuaciones en los anuncios de las entradas al recinto. Al finalizar el 2023, sigue siendo el centro comercial con más tiendas en la Comunidad de Madrid. 